# Jaime Castrillón
Jaime Alberto Castrillón Vásquez (* 5. April 1983 in Puerto Nare im Departamento de Antioquia) ist ein kolumbianischer Fußballspieler.

## Vereinskarriere
Vásquez begann seine Karriere 2002 bei dem Erstligisten Independiente Medellín. Er avancierte schnell zu einem der besten Mittelfeldspieler des Landes und konnte 2002 und 2004 Meister mit der Mannschaft werden. In den acht Jahren in Medellín stand er in über 300 Pflichtspielen auf den Platz.
2009 verließ er Kolumbien in Richtung China. Bei Nanchang Bayi spielte er ein Jahr, ehe er nach Kolumbien zurückkehrte und für Once Caldas spielte, mit denen er auch Meister wurde.
Am 25. Januar 2012 wechselte Vásquez in die USA zu den Colorado Rapids. Nach zweieinhalb Jahren wechselte er in die NASL zu Jacksonville Armada.

## Nationalmannschaft
Bei der Junioren-Fußballweltmeisterschaft 2003 wurde er mit der U-20 Nationalmannschaft Kolumbiens dritter des Turniers. Mit der A-Nationalmannschaft nahm er an der Copa América 2004 und 2007 teil. Insgesamt spielte er 29-mal für die Los Cafeteros und erzielte dabei 5 Tore.